# Jesús Ugalde
Jesús Ugalde, auch bekannt unter dem Spitznamen Chucho, ist ein ehemaliger mexikanischer Fußballspieler, der im Mittelfeld agierte.

## Laufbahn
Jesús „Chucho“ Ugalde stand während des Turniers México  70, einem wegen der im eigenen Land ausgetragenen Fußball-Weltmeisterschaft 1970 verkürzten Sonderturnier der mexikanischen Fußballmeisterschaft, beim CD Cruz Azul unter Vertrag. Die Cementeros gewannen das Turnier und Ugalde gehörte zum Kader der Meistermannschaft von Cruz Azul.
Paulino „El Cuico“ Sánchez, der zuvor als Co-Trainer bei Cruz Azul tätig war und für die Saison 1970/71 das Amt des Cheftrainers beim CF Torreón übernommen hatte, nahm Ugalde mit zu seinem neuen Arbeitgeber.
Anschließend wechselte „Chucho“ zum Stadtrivalen CF Laguna, bei dem er während der Saison 1971/72 gemeinsam mit dem Argentinier Alberto Rendo und dem Peruaner Claudio Lostanau zur Stammbesetzung im Mittelfeld zählte.
Später stand Ugalde noch zwei Spielzeiten bei den Tiburones Rojos Veracruz unter Vertrag.

## Erfolge
- Mexikanischer Meister: México 70